# Roger Soulange-Bodin (prêtre)
Pour les articles homonymes, voir Soulange Bodin.
Jean-Baptiste Roger Soulange-Bodin, né à Naples le 4 février 1861 et mort à Paris le 11 mai 1925, est un prêtre français, fondateur de l'église Notre-Dame-du-Travail à Paris.

## Biographie
Son père était consul général de France à Naples. Après avoir fait ses études au collège Stanislas de Paris, il est nommé vicaire en 1884, puis curé de l’église Notre-Dame de Plaisance, dans le quartier parisien de Plaisance, le 17 juin 1896. Il lance alors une souscription dans toute la France pour bâtir une nouvelle église dédiée à Notre-Dame du Travail, où chaque corporation aura une place réservée. Cette église devient ensuite un centre de formation pour les prêtres de banlieue. 
À la demande d'une vieille institutrice, Mademoiselle Acher, ayant fondé une petite école au 176 rue de Vanves, l'abbé Soulange-Bodin accepte de catéchiser les enfants de la Zone, près des Fortifications. Solange-Bodin commence ainsi un patronage auquel il attire de auxiliaires, et de s'occuper de la petite chapelle édifiée au 178 de la rue de Vanves. L'abbé devient le fondateur des Œuvres du Rosaire, qui se développeront bien au-delà de la construction de l'église Notre-Dame du Rosaire en 1911 et dont le fondateur, le chanoine Emmanuel Boyreau, partage sa sensibilité sociale.
Très attaché aux idées syndicalistes, l’abbé Soulange-Bodin fonde ensuite L’Écho de Plaisance, le premier journal paroissial du diocèse de Paris. En 1909, il est nommé curé de l’église Saint-Honoré-d'Eylau.

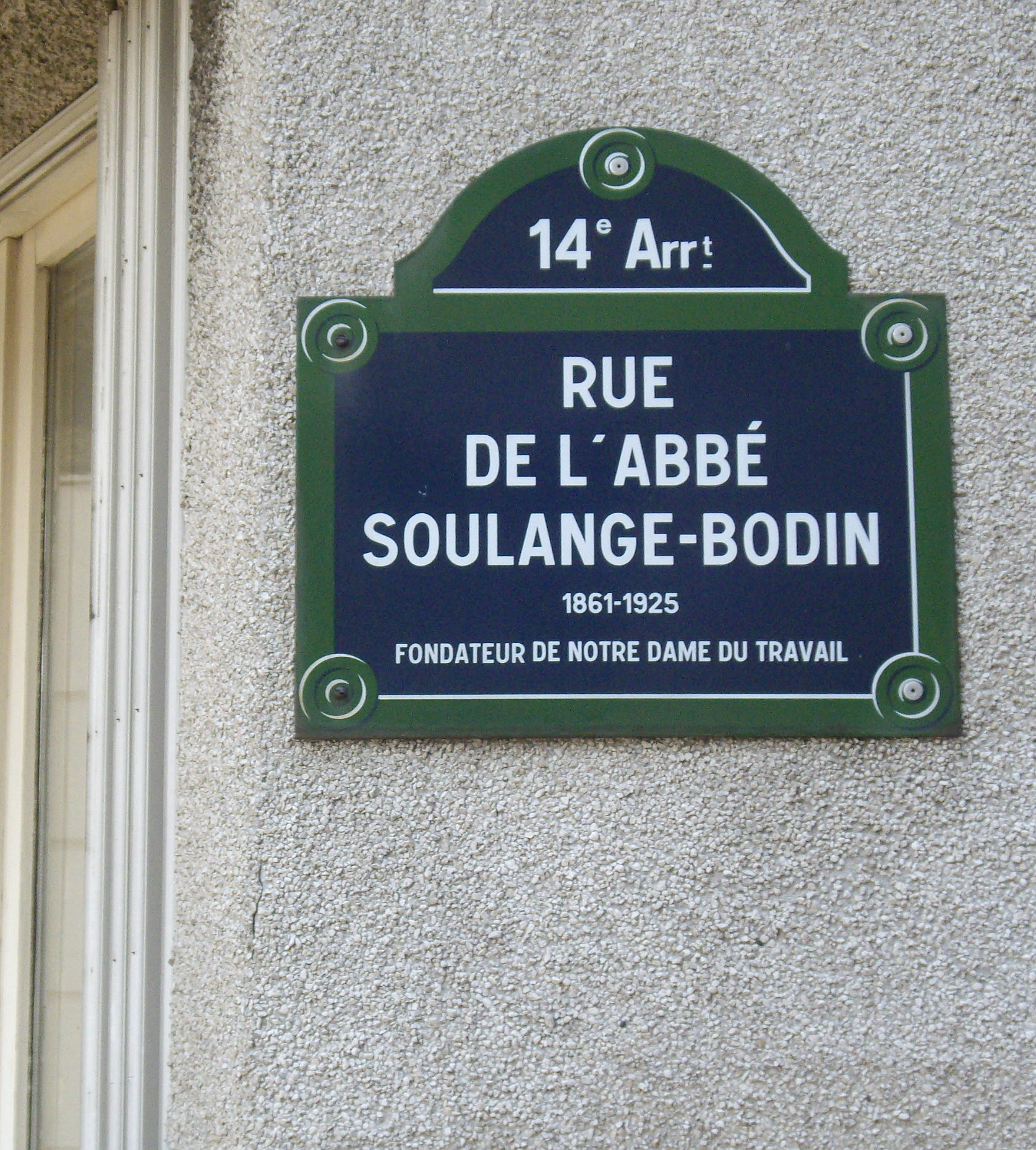
Rue de l'Abbé-Soulange-Bodin, Paris 14e

Une rue de Paris porte son nom.